# شهرستان آکشینسکی
شهرستان آکشینسکی (به لاتین: Akshinsky District) یک شهرستان در روسیه است که در سرزمین زابایکالسکی واقع شده‌است.